# Dominic Jud
Dominic Jud (* 17. Juli 1988) ist ein Schweizer Unihockeyspieler auf der Position des Torhüters, welcher beim UHC Herisau unter Vertrag steht.

## Karriere

### Hot Shot Bronschofen
Jud spielte ein Grossteil seiner Jugend bei den Hot Shots Bronschofen.

### UHC Waldkirch-St. Gallen
2006 stiess Jud zum UHC Waldkirch-St. Gallen. Lange Zeit blieb Jud hinter der Nummer 1 von Kornelius Birrer, ehe dieser zum Ende der Saison 2011/12 seinen Rücktritt gab. Jud begann die Saison 2012/13 als neuer Torhüter des UHC Waldkirch-St. Gallen.
Am 13. April 2017 gab der UHC Waldkirch-St. Gallen bekannt, dass er für eine weitere Saison dem Kader der Ostschweizer angehört. Am 26. Februar 2018 gab der Verein bekannt, dass Jud eine elfte Saison im Dress der St. Galler spielen wird. Nach der Saison 2018/19 verliess er die St. Galler nach elf Jahren im Club.

### UHC Herisau
2019 schloss er sich dem 1.-Liga-Verein UHC Herisau an.